# Витамин B6
Витамин B6, или адермин — собирательное название производных 3-гидрокси-2-метилпиридинов, обладающих биологической активностью пиридоксина — собственно пиридоксин, пиридоксаль, пиридоксамин, а также их фосфаты, среди которых наиболее важен пиридоксальфосфат.

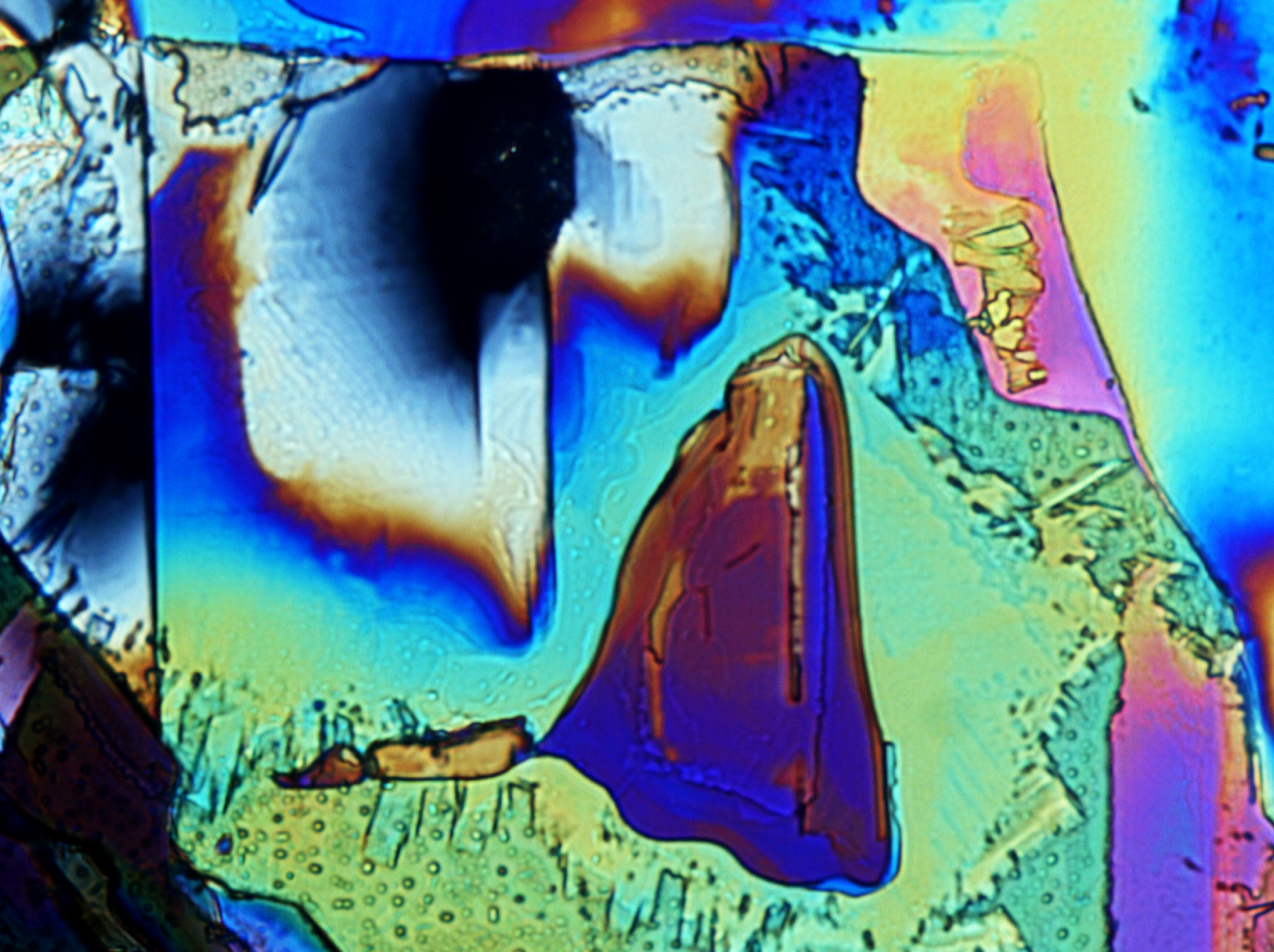
кристаллы витамина В6

## Описание
Витамин B6 — бесцветные кристаллы, хорошо растворяется в воде.
Витамин B6 участвует в обмене веществ, необходим для нормального функционирования центральной и периферической нервных систем.
Различные формы витамина B6 в организме человека превращаются в пиридоксаль-5-фосфат. Пиридоксаль-5-фосфат входит в состав ферментов, которые осуществляют декарбоксилирование, трансаминирование и рацемизацию аминокислот, а также ферментативное превращение серосодержащих и гидроксилированных аминокислот. Участвует в синтезе серотонина из триптофана, в обмене метионина, цистеина и других аминокислот. Участвует в обмене гистамина.
Участвует во многих аспектах метаболизма макроэлементов, синтезе нейротрансмиттеров (серотонина, дофамина, адреналина, норадреналина, ГАМК), гистамина, синтезе и функции гемоглобина, липидном синтезе, глюконеогенезе, экспрессии генов.
Витамин B6 (пиридоксин, пиридоксаль, пиридоксамин) содержится во многих продуктах. Особенно богаты им зерновые ростки, грецкие орехи и фундук, шпинат, картофель и батат, морковь, цветная и белокочанная капуста, помидоры, клубника, черешня, апельсины и лимоны, авокадо, меньше в мясных и молочных продуктах, рыбе, яйцах, крупах и бобовых. Кроме того, этот витамин синтезируется в организме кишечной микрофлорой.
Витамин B6 поступает в организм с пищей, а также синтезируется микрофлорой кишечника.
Симптомы дефицита B6 у человека — микроцитарная анемия, дерматиты, в том числе хейлит (заеды в уголках рта), себорея и глоссит (опухание языка), депрессия, заторможенность, спутанность сознания, ослабленный иммунный статус; у детей также раздражительность, обостренный слух, судороги.
Симптомы избытка B6 — сильное нарушение координации движений, болезненные поражения кожи, повышение чувствительности к солнечному свету, тошнота, изжога.
Анализ на содержание витамина B6 представляет собой анализ крови на пиридоксальфосфат методом жидкостной хроматографии.

## История
В 1934 г. венгерский врач Пал Дьёрдь (англ. P. Gyorgy) обнаружил вещество, которое излечивало особую форму дерматита конечностей у крыс. В дальнейшем вещество получило название «Витамин B6».

В 1938 г. С. Лепковски (англ. S. Lepkovsky) выделил витамин B6 из дрожжей.

В 1939 г. С. А. Харрис (англ. S. A. Harris) и К. Фолькерс (K. Folkers) установили структуру витамина B6.

## Пиридоксин

Пиридоксин

Пиридоксин представляет собой практически бесцветные кристаллы, растворимые в воде. В большинстве съедобных растений пиридоксина нет, или он встречается в незначительных количествах. Но существуют растения, например, питайя, исключительно богатые пиридоксином. Пиридоксин синтезируется некоторыми бактериями. Также он содержится в мясных и молочных продуктах, но он менее устойчив к высоким температурам, чем другие формы витамина B6, поэтому в варёных и жареных мясных продуктах его мало. Вегетарианцы могут получить пиридоксин из кожицы некоторых овощей, в которых имеются остатки почвы, например, картофеля, моркови. Регистрационный номер CAS 65-23-6, для соли (гидрохлорида) 58-56-0. Имеются данные, что избыточные дозы пиридоксина могут привести к токсическому эффекту.
В качестве лекарственного препарата используется раствор пиридоксина гидрохлорида, присутствует в российском перечне ЖНВЛП

## Пиридоксамин

Пиридоксамин

Пиридоксамин отличается от пиридоксина тем, что вместо одной из трёх гидроксогрупп к пиридиновому кольцу присоединена аминогруппа. Пиридоксамин содержится в мясе животных и в некоторых пищевых добавках (в них же может находиться соль пиридоксамина — дигидрохлорид пиридоксамина). Однако в США в 2009 году FDA постановила, что отныне пиридоксамин считается лекарством, и его нельзя вносить в пищевые добавки. Регистрационный номер CAS 85-87-0.

## Пиридоксаль

Пиридоксаль

Брутто-формула пиридоксаля C8H9NO3. Пиридоксаль отличается от пиридоксина тем, что вместо одной из трёх гидроксогрупп к пиридиновому кольцу присоединена карбонильная группа, так что пиридоксаль является одновременно и альдегидом. Молярная масса 0.16716 кг/моль. Представляет собой кристаллический порошок, плавящийся при 165 °C. Пиридоксаль содержится в зелёных частях некоторых растений, в цветной и белокочанной капусте, в мясе. Регистрационный номер CAS 66-72-8, для соли (гидрохлорида) 65-22-5.

## Пиридоксальфосфат

Пиридоксальфосфат

Пиридоксальфосфат образуется в организме человека из любого из трёх вышеуказанных веществ. Пиридоксальфосфат может быть получен через пищу в готовом виде из мяса животных. Он также может быть синтезирован искусственно (химическим путём). Регистрационный номер CAS 54-47-7.
Пиридоксальфосфат является коферментом большого числа ферментов азотистого обмена (трансаминаз, декарбоксилаз аминокислот) и других ферментов.
Пиридоксальфосфат:
- принимает участие в образовании эритроцитов;
- участвует в процессах усвоения нервными клетками глюкозы;
- необходим для белкового обмена и трансаминирования аминокислот;
- принимает участие в обмене жиров;
- оказывает гипохолестеринемический эффект;
- оказывает липотропный эффект, достаточное количество пиридоксина необходимо для нормального функционирования печени.

## Суточная норма
|                               | Возраст         | Суточная норма потребления витамина B6, мг/сутки |
| ----------------------------- | --------------- | ------------------------------------------------ |
| Младенцы                      | до 1 года       | 0,5—0,6                                          |
| Дети                          | 1—3 года        | 0,9                                              |
| Дети                          | 4—6 лет         | 1,3                                              |
| Дети                          | 7—10 лет        | 1,6                                              |
| Мужчины                       | 11—18 лет       | 1,0—2,0                                          |
| Мужчины                       | 19—59 лет       | 2,0                                              |
| Мужчины                       | 60 лет и старше | 2,2                                              |
| Женщины                       | 11—18 лет       | 1,6                                              |
| Женщины                       | 19—59 лет       | 1,8                                              |
| Женщины                       | 60 лет и старше | 2,0                                              |
| Кормящие и беременные женщины |                 | 2—2,2                                            |

## Применение
Антидот при отравлениях гидразином. Возможно, выводит лишнюю жидкость. Является мощным ингибитором внутриклеточных катепсинов, факторов проникновения большинства вирусов.
Применяется в качестве терапии при пиридоксин-зависимой эпилепсии.